# Фасада
Фасада (из француског façade — лице) у архитектури је лице једне грађевине. Може се рећи бочна фасада, задња фасада, али кратко речено фасада значи прочеље или главно лице зграде. Перфорирана је прозорима, вратима и вентилационим отворима. Даље она може бити рашчлањивана хоризонтално или вертикално са стубовима и другим елементима од нпр. босажа, атикама, тимпанонима и сл. Ови елементи се јављају обично на фасадама у историјским стиловима и тако говоримо о историјским фасадама.
Решења фасада могу бити не само помоћу разних елемената већ и помоћу боја. У погледу оријентације разликујемо фасаде: у прочељу, дворишне фасаде или баштенске фасаде. Од почетка 20. века се развијала обешена фасада која је одељена од носећих елемената зграде. У хај-тек веку се јавља фасада која служи за израду електрицитета као што је фотоелектрична или интелигентна фасада.
У архитектури, фасада зграде је често најважнији аспект са становишта дизајна, јер поставља тон за остатак зграде. Из инжењерске перспективе, фасада је такође од великог значаја због утицаја на енергетску ефикасност. За историјске фасаде, многи локални прописи о зонирању или други закони у великој мери ограничавају или чак забрањују њихову измену.

## Етимологија
Ова реч је позајмљена од француске речи façade, која заузврат долази од италијанске речи faccia што значи 'лице', и ултиматно од посткласичне латинске речи facia. Најранија употреба забележена у Оксфордском речнику енглеског језика је из 1656. године.

## Фасаде додате ранијим зградама
У џорџијанском периоду било је прилично уобичајено да постојеће куће у енглеским градовима добију модерну нову фасаду. На пример, у граду Бат, The Bunch of Grapes у улици Вестгејт изгледа као џорџијанска зграда, али изглед је само површинских, а неке од унутрашњих просторија још увек имају јакобинске гипсане плафоне.
Ова нова градња догађала се и на другим местима: у Сантијаго де Компостели је изграђена Каса до Кабидо дубока три метра како би одговарала архитектонском поретку трга, и главна чуригересна фасада катедрале Сантијаго де Компостела, окренута према Прази до Обрадоиро, заправо покрива и сакрива старији Трем славе.

## Фасаде високих зграда
У модерним високим зградама, спољни зидови су често сусптендовани на бетонске подне плоче. Примери укључују зидове завесе и префабриковане бетонске зидове. Понекад се може захтевати да фасада има степен отпорности на ватру, на пример, ако су две зграде веома близу једна другој, да би се смањила вероватноћа ширења пожара са једне зграде на другу.
Генерално, фасадни системи који су окачени или причвршћени за префабриковане бетонске плоче биће направљени од алуминијума (премазаног прахом или анодизираног) или нерђајућег челика. Последњих година понекад су коришћени раскошнији материјали као што је титанијум, али због њихове цене и подложности бојењу ивица панела они нису стекли популарност.
Без обзира да ли је рангирана или не, заштита од пожара се увек разматра у дизајну. Тачка топљења алуминијума, 660 °C (1.220 °F), обично се постиже у року од неколико минута од почетка пожара. Противпожарни граничници за такве грађевинске спојеве такође могу бити квалификовани. Постављање противпожарних спринклер система на сваком спрату има дубоко позитиван ефекат на пожарну безбедност зграда са завесним зидовима.
Шира употреба нових материјала као што су полимери, резултирала је повећањем пожара на фасадама високих зграда у последњих неколико година, јер су запаљивије од традиционалних материјала.
Неки грађевински прописи такође ограничавају проценат површине прозора у спољашњим зидовима. Када спољашњи зид није рангиран, ивица ободне плоче постаје спој где се номиналне плоче наслањају на нерангирани зид. За рангиране зидове, могу се изабрати рангирани прозори и противпожарна врата, како би се одржао квалитет зида.

## Филмски сетови и тематски паркови
На филмском сету и у оквиру већине тематских атракција, многе зграде су само фасаде, које су далеко јефтиније од стварних зграда и не подлежу грађевинским прописима (у оквиру филмских сетова). У филмским сетовима, оне се једноставно држе носачима од позади, а понекад имају кутије за глумце да уђу и изађу с предње стране ако је то потребно за сцену. У оквиру тематских паркова, они су обично декорација за унутрашњу вожњу или атракцију, која се заснива на једноставном дизајну зграде.

## Примери
- Фасада римског домуса из 1. века нове ере у Помпеју, Италија
- Део Централне универзитетске библиотеке у Букурешту (Румунија)[6][7]
- Фасада у Блечли Парку (УК) је мешавина архитектонских стилова[8]
- Детаљ фасаде из Прага (Чешка)
- Фасада градске скупштине у Хојни (Пољска)
- Фасада куће из Ансбаха (Немачка)
- Поседнута вила у Дизниленду[9][10] састоји се од зграде и фасаде испред, док је већина вожње изван парка у повезаној згради
- Вртови фантазије (Британска Колумбија) су били тематски парк са екстеријером дизајнираним да подсећа на мноштво различитих средњовековних зграда
- Фасада типичне куће „Каса Чоризо” са различитим орнаментима и бојама у Буенос Ајресу (Аргентина)
- Стара пошта у Београду,[11][12][13] изграђена у српско-византијском препороду[14][15]
- „Енергетска обнова фасаде“ (Немачка): Спољни зидови се откидају и замењују у једном крилу зграде, док је други део крила још/поново у употреби
- Детаљ стаклене фасаде „Нови Кранзлер угао” Хелмута Јахна, која се налази у Берлину
- Фасада Хава Махала, Џајпур, Раџастан, Индија[16][17][18][19][20]